# Архимович Зиновій Алоїзович
Зиновій Алоїзович Архимович (9 (21) липня 1858 — 1938, Київ) — український педагог-математик, громадський діяч. Батько О. Архимовича.

## Біографія
Народився 9 (21 липня) 1858 року. У 1886 році закінчив фізико-математичний факультет Університету святого Володимира зі ступупенем кандидата. У 1886—1895 роках викладав математику у Новозибковському реальному училищі; у 1896—1911 роках — викладач, від 1906 року — директор Колегії Павла Ґалаґана в Києві. Голова педагогічної ради жіночої гімназії О. Плетньової (з 1904 року) та А. Жекуліної (з 1905 року). Голова Спілки учителів Києва.
Чимало вихованців Зиновія Архимовича стали відомими українськими громадськими і політичними діячами.
Праці: Третий съезд деятелей по техническому и профессиональному образованию // Пед. мысль. 1906. Вып. 1.
Помер в Києві у 1938 році. Похований в Києві на Лук'янівському цвинтарі (ділянка № 14, ряд 5, місце 3).